# 銀河戰國群雄傳
《銀河戰國群雄傳》（銀河戦国群雄伝ライ）是日本漫畫家真鍋讓治的漫畫作品與改編動畫。故事背景是一個太空歌劇，人類和外星人共處的銀河系的殺戮超現實的銀河舞台，力量就是一切勝者為王、敗者為奴、禮樂敗壞的戰國時代。當中有一個人由小兵直至皇帝重新統一這個混沌的銀河系、達成霸主之路，他的名字叫龍我雷。

## 概要
該作品在1989年發表。當時小說作家田中芳樹的科幻小說《銀河英雄傳說》仍然非常流行，而且還推出了動畫；真鍋覺得這套小說非常吸引，便買了回去看一看；結果讓他靈機一觸，就發表了本作。另一方面本作也參考自日本戰國時代和中國的三國時代及史記大河劇獨眼龍政宗，將傳統的東亞歷史和科幻小說融為一體。另外，真鍋偏好大日本帝國海軍巨艦大砲的戰鬥，這點可以在全故事的作戰方式、部分人名、地名及艦名窺見一二。
加上宇宙空間進行不穿著太空衣的人對人白兵戰，宇宙戰艦以化學火藥發射實彈砲撃戰，完全不作任何科學考證，成為一部專注於戰爭、外交與謀略相互較勁的作品。
本作品共27冊，另外還推出了外傳《銀河戰國群雄傳 異聞》（銀河戦国群雄伝ライ 異聞）。真鍋自費發行官方十八禁同人誌《裏·銀河戰國群雄傳》系列共3冊，將自己漫畫作品改編為十八禁同人誌的作法相當罕見。

## 時代背景
故事由元魔三年開始神聖銀河帝國皇帝光輝帝驾崩後，經歷了13代共270年的帝政終止，時代正處於中央皇朝崩塌，而地方軍閥、海盜及異民族橫行的群雄爭霸時代。北天軍閥、原帝国左將軍的比紀彈正，以閃電般的速度統一北天的銀河勢力改元紀靈元年，正準備完成統一全銀河的鴻圖霸業。同一時間南天銀河不滿比紀彈正的人組成南天諸國同盟。在這風雲際會之時比紀彈正軍團中一位小兵將會改寫歷史成就前人未完成的霸業...

## 主要勢力

### 北天政權
- 神聖銀河帝国 (首都-齊王都)

- 五丈国 (首都-武王都)

神聖銀河帝国崩潰後帝国左將軍'的比紀彈正建立的政權。控制北天全境及繼承神聖銀河帝国的新興國家。
- 佐倉政權 (首都-延高城)

國主為與比紀彈正同朝為臣的帝国將官阿曾主禪，與五丈国爭奪北天霸權的戰爭中為其所滅。
- 大五丈国 (首都-齊王都)

比紀彈正病死後，五丈四天王之一，車騎元帥(後自稱太常府)骸羅簒奪政權，僭稱皇帝改元宣魏所建立的國家，遷都齊王都。但引來當時派往南京楼的太守龍我雷反對，出兵討伐最終霸業夢碎。
- （新生）五丈国 (首都-齊王都)

因討伐偽帝骸羅之亂後實現統一全五丈的鎮南將軍龍我雷成立的政權，國號仍為「五丈」。龍我雷自上「五丈龍王」尊號作為北天的統治者，及後與南天智國和練国爭霸十載成就銀河統一皇朝的大五丈帝國。

### 南天諸國
- 智国 (首都-南帝閣)

前身是南天之海賊集團。每一代國主被稱為正宗，現任國主是人稱獨眼龍正宗的女將，統領南天各國與北天之主比紀彈正分庭抗禮的強國。
- 練国 (首都-益州都)

南天之部族国家。因比紀彈正之南征時先代國主羅鶴戰死，世子羅侯繼承國主時曾一度成為智国之属国。後來藉由智國大臣派系問題發動政變，反倒使智國成為練國的保護國，一夕之間成為南天勢力中最強的國家。在國主羅侯同時就任南蠻國國王後，以其之勢力一統南天。
- 明国 (首都-洛火閣)

南天國力僅次於智国。現任國主雷神想成為南天盟主與正宗對立，由於五丈國的南征不得不和死敵智国組成聯軍抗敵。後發動叛亂，因不敵智國招致毀滅，一族全遭滅族。
- 孟国 (首都-虎卓關)

在南天中以武力聞名，但領土不大唯有依附智國求存。
- 趙国 (首都-流北平)

終日受異民族及南天各國的攻擊，南天中最弱的國家。五丈南征戰中國主曹洲亡於骸羅之手，便併入智國。

### 異民族
其實就是外星人，但外觀和奇幻中的獸人相似，在舊制度下被人類統治，在神聖銀河帝國衰落後乘機獨立建國。
- 南蛮部 (首都-南蛮王都)

擁有豐富天然資源的銀河中一股有潛力的新勢力。但部族林立各自為政終未成氣候為銀河各國所莫視的部落聯合體。各部落只會擁立最強者為王。
- 西羌部

神聖銀河帝国勢力不能達到的異域，生活條件惡劣造就出民風強悍反覆無常的民族，雖是遊牧民族卻有自建的小朝廷和共主。

## 主要登場人物

### 南京楼軍/新五丈国/大五丈帝國（北天）

#### 皇族
- 竜我雷 (旗艦:金剛 → 新金剛)【參照日本戰國時代被稱為日本第一兵的真田幸村，及由一介兵卒成為天下人的豐臣秀吉事跡所創作】

本作主角，以其膽識及為人受到狼刃的賞識，由一兵卒拔擢到師團長，成為五丈軍狼刃軍團先鋒，勢如破竹地進攻南天。在突破南天聯合軍的前綫，攻入座王都之後，中了空城計，狼刃軍團彈盡糧絕之時，南天的獨眼龍正宗作出反擊，竜我雷以僅余的兵力阻止正宗，成功掩護狼刃軍團撤退，從此他的名字傳遍敵我相方。彈正駕崩後，五丈四天王為權爭鬥，狼刃為免竜我雷捲入其中，安排其以太守身份赴五丈與南天邊境要塞南京樓就任。初獲領土的雷，於當地覓得稀世天才大覺屋師真為其軍師，又成功招攬擁有二萬人的海盜集團項焉父子入伍，實力大增，不久骸羅稱帝，派其弟骸延到南京樓假借陪同狼刃封竜我雷為鎮南將軍之名，實是暗殺兩人，後得師真識破，化解危機。後來竜我雷高舉旗幟起兵北伐，在壓倒性的不利狀況下展開了一連串激戰，最後在金州海戰一役含淚擊敗恩師狼刃，並趁此優勢成功推翻偽帝骸羅，平定全五丈，即位五丈王，尊稱五丈竜王。後在六紋海之戰消滅南天過半軍力，導致勢力天秤一下子傾向五丈軍，南蠻各族開始陸續對五丈投誠，最後一戰手刃南天王羅侯奠定了統一的基業，統一後三年登帝位成為開國皇帝。
（一兵卒→海兵團突擊中隊長→第4077獨立重機甲師團師團長→近衛軍騎都尉→南京楼太守→鎮南将軍→五丈竜王→大五丈帝國皇帝）
- 紫紋公主 【角色原型參照日本戰國時代的茶茶所創作】

阿曾主禪之女兒，阿曾主禪為龍我雷所殺，最初為了報仇而下嫁給雷，但後來被雷吸引並愛上了雷。漫畫命運：她在雷未曾一統天下前死於西羌突襲齊王都之戰，動畫命運：在受到（冤魂玄偉）控制下的蹄庖偷襲武王都時死亡。
- 麗羅公主

五丈國比紀彈正之女兒，也是龍我雷第二皇后、二子梵天丸(龍貴)生母，年輕時性格驕縱潑辣、蠻橫殘忍，嫁給龍我雷之後才漸漸收斂。龍我雷駕崩後，以少主之母名義，獨攬朝政，直至77歲辭世為止。由於在世時行事狠辣，而被後人列入「惡女列傳」之中。在外傳中認為太子過於文弱，因此請已經隱居的師真輔佐，但師真以林則嘉的輔佐已經足夠而拒絕。【角色原型參照西漢時代的呂后所創作】
- 楊尚香【參照東漢三國時代的孫尚香所創作】 （漫畫登場角色，動畫中沒有登場）

雷的寵妾，也是龍我雷第三皇后、三子松壽丸(龍白牙)生母。由於任性倔強精通武藝(但曾敗於南蠻出身的邑峻)，被稱為「弓腰姬」，後來因繼承問題與正室麗羅發生摩擦。
- 綺羅

雷的寵妾，羅侯之妹。時因英真主和, 送當時尚年少的綺羅與龍我雷結下姻親。在外傳中懷孕。
- 梵天丸

龍我雷長子（按出生時間獨眼龍正宗之子雷光才是龍我雷長子），皇太子，生母麗羅公主。在外傳中性格與其父龍我雷的王霸之道相反，是個示人以儒雅寬厚的儲君。

#### 軍師
- 大覺屋師真

南京樓大覺屋集團的少東，平時沉淪酒色，風評極差。然而他實際是名上至天文、下至地理無不精通的天才軍師，在大五丈帝國建立後成為丞相。後來因為龍我雷廢丞相，師真亦降格為公卿，因此退隱求去。雖然如此，師真在下野後，仍與龍我雷保持魚水之交的友情。 少數知道龍我雷與雷光父子關係的人。
【形象參照東漢三國時代的諸葛亮、郭嘉所創作】
（平民→南京樓軍軍師→五丈国丞相兼軍師→五丈国丞相兼大軍師→五丈帝国右丞相→平民）
- 林則嘉子明

與師真同為雷的軍師，其貌不揚，非常喜愛讀書。在被龍我雷納入陣營之前，曾在南京樓太守府工作，但因一次在書閣念書太過投入，因而廢寢忘食，並且鬧出書閣中有怪物的傳說。經常在雷的身邊給他中肯的建議。與抱持實用主義而有些冷酷的師真不同，性格較仁慈寬厚，故在帝國建立後被雷選為太子太傅教導太子。
（平民→南京樓城下男→南京樓軍副軍師→五丈国軍副軍師→五丈国軍師中郎將→五丈帝国左丞相→五丈帝国宰相）。【角色參照東漢三國時代的龐統所創作】

#### 武將
- 孟閣

最初登場為第三軍獨立機甲師第4077師團的副師團長，在大五丈帝國建立後成為大元帥，（漫畫命運：於秦宮括偷襲武王都時英勇戰死）〔動畫命運：於受到（冤魂玄偉）控制下的蹄庖偷襲武王都時英勇戰死〕。
（副師団長→五丈国將軍→五丈国大將軍→戰死）
- 鍾士元(名字來自三國時代龐統的字號「士元」。與香港同名政客無關。)

五丈軍的武將，是自雷任師團長已經為雷效命的宿將。勇猛果敢，時常擔任先鋒。最初對新加入的師真不滿，常常對立，但最終認同師真的能力而接受他的指揮。
（五丈国武官→五丈国將軍→五丈国前督丞相司馬）
- 姚文　（漫畫登場角色，動畫中沒有登場）

五丈軍的武將，與鍾士元同樣是自雷任師團長已經為雷效命的肱股之臣，亦同樣不服師真，但最終認同師真的能力而接受他的指揮。喜唸書，非有勇無謀之輩。
（五丈国武官→五丈国將軍→五丈国右軍領兵使關内候）
- 項焉 (旗艦:大型海盜戰艦)【參照東漢三國時代的黃忠、黃蓋所創作】

前神聖銀河帝國的將軍，因不滿軍隊中的制度，帶同其部隊成為擁有20000人的銀河海盜，及後被龍我雷說得成為南京樓軍【說得時項焉時，項武主動要求挑戰說客，動畫中是由龍我雷親自與項武比試，漫畫則由鍾士元與項武比試】，（漫畫命運：為爭取主軍與智軍決戰而以單一軍團抗擊南天軍，成功吸引南天中軍投入戰爭，為南天軍於六紋海與五丈軍決戰創造條件後，亡於夏侯獸之手），〔動畫命運：收集完帝虎艦艏砲資料後，遭艦艏砲一發毀滅軍團）。
（海盜→五丈国將軍→戰死）
- 項武 (旗艦:大型海盜戰艦)

項焉之子，天生神力，常擔任先鋒大將，在武勇上號稱五丈國第一人。【參照東漢三國時代的張飛、許褚 所創作】
少數知道龍我雷與雷光父子關係的人。
（海盜→五丈国將軍→五丈国車騎將軍→五丈帝国車騎大將軍）
- 雲海入道 【角色原型參照小說水滸傳中的花和尚魯智深及真田十勇士的三好清海入道所創作】

破戒僧，龍我雷還是兵卒時的親密戰友，亦是雷最信賴的豪傑。受雷密令救出在骸羅暴政下的麗羅公主。雷成為五丈王時被任命為將軍統領一軍，在與南天最終決戰中被羅侯砍去左手，全銀河統一後辭官雲遊四海。
（兵卒→五丈國將軍→左將軍→近衛軍總督→平民）
- 太助

雷的同鄉，自小把雷當成大哥般崇拜。因其身軀嬌小，活用其靈巧於戰場上，並大放光芒。（漫畫命運：自顧接下爆破帝虎級戰艦的危險任務，然而最終卻以犧牲自己來達成目的）（動畫命運：結局仍然生存）。
(兵卒→軍師直屬工作員→丞相直屬工作員→死亡）
- 李福

雷師團長時代的參謀，於第二次南征中戰死。
- 王權

雷的旗艦金剛的艦長，在跟正宗之戰中壯烈戰死。(動畫：存活到最後)
- 呂朱

在雷即位為龍王之後加入五丈的中堅武將。
（五丈國武官→五丈國將軍→五丈國揚武將軍）
- 鍾才

於雷討伐骸羅之戰時投誠而來的武將，於六紋海之戰中負責斷後，表現活躍。
（五丈國武官→五丈國將軍→五丈國前將軍）
- 孟起 （漫畫登場角色，動畫中沒有登場）(三國馬超的字)

孟閣的兒子，是代表五丈第二世代的年輕武將。
（五丈國將軍→五丈國征東將軍→右將軍）
- 秦公旦  （漫畫登場角色，動畫中沒有登場）

西羌秦宮括的么弟，在雷的邀請下投入五丈麾下。在其眾多兄弟中軍才方面較差，但在狀況分析方面卻是最好的。於外傳「異聞」中已經升任元帥。
（西羌軍→五丈國客將→五丈國飛衛將軍→五丈帝國大將軍→五丈帝國元帥）

#### 文官
- 如晦 （漫畫登場角色，動畫中沒有登場）

東河七賢(【參照竹林七賢 所創作】)的一人，在雷的三顧之禮下加入五丈的賢人，統領佔領之後的整個智領。在南征的戰役中亦指揮艦隊擔任殿軍或側翼。
（平民→五丈國文官→五丈國中護軍大都督，智領全權）
- 三樂齋馬房

本屬前南京樓太守部下，表面上事事不認真，實際上口才十分了得，屬於大智若愚的人物。在效命龍我以前換過不少主子，因此風評很差，在龍我手下找到自己價值，受到重用並成為五丈國尚書令，活躍於內政與五丈軍作戰時補給作業。【名字來自日本戰國時代武將太田資政，角色原型參考日本戰國茶人武將織田有樂齋與東漢三國時代的簡雍所創作】
- 大覺屋英真

大覺屋師真的弟弟，與兄長師真不同，性格溫馴，父親退休後成為大覺屋集團主席，在商界發揮影響力支援五丈國。然而經過長期的戰亂，產生憂國之情，主張南北二朝制。開始接近南天王羅侯，在一次識破南蠻宰相勃鞮及南蠻三王的謀反後因功成為南天國侍中，之後致力於五丈與南天的和平交涉中，最後被兄長及龍我雷視為統一天下的障礙而被誅殺。(動畫命運：無和平交涉相關事蹟，以商人身分大力支援重創的五丈軍，並存活到最後)
（五丈國經濟顧問→南天國侍中→死亡）

#### 其他
- 裝民

五丈國造船總監，也是「金剛」設計者。
- 裝伯 （漫畫登場角色，動畫中沒有登場）

裝民之子，巨砲與二代目「金剛」的設計者，亦是五丈國其中一名將軍，在南征時行軍慎重。
（五丈國武官→五丈國將軍→五丈國偏將軍）
- 華玉

蘭蘭的姊姊，也是玄偉的探子，師承李張老師。（漫畫命運：玄偉滅亡後被師真說服及推薦為雷效力，後來成為師真的妻子）（動畫命運：被玄偉吸收妖力後殺死）。
（五丈國第三軍團宿將→五丈國長吏参軍）
- 蘭蘭

華玉的妹妹，也是紫紋的侍女，之後嫁給林則嘉為妻。
- 梨扇

在華玉的命令之下刺殺雷的女忍者，後來卻受愛上雷。於秦宮括偷襲齊王都時英勇戰死。
（五丈國第三軍團宿將配下→宮中侍女→戰死）

### 五丈国/大五丈國(北天)

#### 國主
- 比紀彈正 (旗艦:威海洋)(角色部份參照日本戰國時代織田信長所創作)

原神聖帝國左將軍。帝國崩潰後自立，麾下精兵良將無數，在統一北天後於征伐南天時失利。之後因年事已高而在壯志未酬下病逝。死前留有遺囑將五丈王位禪讓予正宗，但遺詔與帝國玉璽被半路殺出的麗羅公主劫走，導致五丈國內文臣武將開始內鬥。
（神聖銀河帝国左将軍→五丈国主→病死）

#### 軍師
- 李張

比紀彈正起兵時的軍師，被龍我雷等人尊稱為道師或老師，彈正駕崩後隱居開設兵法學院，擁有多名弟子，包括華玉、骸延等智謀之士。預見銀河新霸主的出現，受到龍我雷的保護。

#### 五丈四天王
- 鳳鳴

〔五丈四天王首席→五丈國大元帥→被殺〕
比紀彈正四天王，經常戴著面具的陰謀家，對帝位存有野心。
- 玄偉

〔五丈四天王第一軍團團長→五丈國驃騎元帥→被殺〕
比紀彈正四天王，精於妖術，表面上對主君忠心，實際上等待機會謀奪帝位。漫畫版：本是附在一無名官僚上的冤魂，趁雷率領大軍抵抗南天入侵時潛入宮中意圖奪取麗羅之子的身體，但為李張阻止，並被秦宮括斬殺。動畫版：死後成為冤魂，擁有一支鬼魂艦隊。
- 骸羅(旗艦:鎮遠 → 威海洋) 【參照東漢三國時代的董卓所創作】

〔五丈四天王第二軍團團長→五丈國車騎元帥→大五丈皇帝→戰死〕
比紀彈正四天王、骸氏三兄弟長男、老虎型武將。比紀彈正駕崩後稱帝，先後將四天王的玄偉、鳳嗚殺害，獨攬朝政。戰場上雖然勇猛無雙，但是政治上卻是沒有遠見又好大喜功的暴君，龍我雷起義後六十天帝位就被推翻，在逃亡時被混水摸魚的玄偉斬殺。對狼刃感情深厚，在得知狼刃戰死時痛嚎落淚。
- 狼刃(旗艦:定遠) 【參照東漢三國時代的呂布、趙雲所創作】

〔五丈四天王第三軍團團長 → 五丈國衛元帥→大五丈左大元帥→大五丈大元帥，武南公→自殺〕
比紀彈正四天王中唯一女將，也是提拔龍我雷的恩師，在原著漫畫及動畫中也曾對龍我雷說過：〔龍我雷將會成為真正的龍而飛上天，而我狼刃會成為高山，阻擋龍飛上天之路〕，與骸羅是合作無間的戰友。最後在金洲海中被龍我雷打敗，跳進太陽中自盡。曾預言龍我雷是唯一可以統一銀河的「飛龍」。知道骸羅多行不義必自斃，臨終時對骸羅留有遺言：「你不適合穿龍袍，等下地獄後我再陪你喝一杯吧」

#### 骸氏兄弟
- 骸山

〔五丈國第三軍團將軍→大五丈國右大元帥→戰死〕
〔骸羅之弟，骸延之兄〕骸氏兄弟二哥，山貓外表的武將，性格衝動魯莽，最後在與龍我雷單挑時戰死。
- 骸延

〔五丈国第三軍團軍師→五丈国軍師兼軍監→大五丈丞相，吳景公→斬首 【參照東漢三國時代的陳宮所創作】〕
〔骸羅、骸山之弟〕骸氏兄弟三弟，師承李張老師，黑色波斯貓外表的軍師，精於劍術，同時極工心計的謀臣，對曾經提拔龍我雷的狼刃心存忌憚。當上吳景公後，假以封龍我雷為鎮南將軍為名，與狼刃到南京樓安排一場鴻門宴．實是安排刺客刺殺龍我雷及狼刃，幸被師真識破，首先派孟閣消滅埋伏的刺客，再派項武與骸延在宴會上切磋劍術，其實是想殺死骸延，但被(漫畫為:李張)(動畫為:狼刃)出手阻止。鴻門宴失敗後，骸羅中了師真的反間計，將骸延收監並殺害其妻子及兒子。當龍我雷進兵齊王都時曾被釋放並當上軍師，可惜為時已晚，龍我雷成功推翻大五丈國，俘虜骸延。龍我雷曾招降骸延，但骸延明白龍我雷身邊已有一個師真，再無空間容納他，最後他要求賜死。

#### 五虎將軍
鎮守北天西部，是經歷數百埸大小戰役的沙場老將。在金洲海會戰時全滅
- 白鬼

〔鎮守北天西部邊境的征西將軍〕
(金洲海會戰中被項武斬殺)
- 王政

〔鎮守北天西部邊境的鎮西將軍〕
(動畫命運:死亡)(漫畫命運:金州海之戰中敗北被俘，後受雷的命令出家供養彈正、狼刃等戰歿的亡魂)。
- 亮嚴格

〔鎮守北天西部邊境的牙門將軍〕
(金洲海會戰中被雲海及太助合力擊殺)
- 武庸

〔鎮守北天西部邊境的安征將軍〕
(金洲海會戰中被項武斬殺)
- 魏相如

〔鎮守北天西部邊境的平西將軍〕(名字參考戰國著名政治家藺相如/東漢時文學家司馬相如)
(金洲海會戰中被項焉斬殺)

#### 其他
- 呂齋

彈正的心腹，彈正死前授予遺書以將北天拱手讓予正宗,後被麗羅得悉而被所殺。
- 翔鶴

麗羅的侍女，於骸羅謀反時被殺。
- 瑞鶴

麗羅的侍女，也是她的左右手。
- 朱金將

雷到南京樓赴任時的太守，後因腐敗被雷斬首。
- 馬元宇

骸羅手下，是要塞旅順的指揮官，被師真的火攻擊破。
- 呂公

馬元宇所屬，於南京樓軍攻擊要塞旅順時受命迎擊，被項武給斬殺。
- 蒲生

非常敬愛狼刃的副將，能體會狼刃與自己的弟子雷對決的痛苦，死於金州海一役。
- 武倒國

大五丈軍第七軍團團長，被骸延派去討伐雷的武將，漫畫中被生擒後處死,動畫中敗於首次發射的轟雷砲，則連同旗艦被擊沉。
- 陳承

在當時的丞相骸延失勢時被師真所利用，後來被骸羅處死。

### 佐倉政權(北天)
- 阿曾主禪 (角色參照日本戰國時代淺井長政所創作)

神聖銀河帝國將軍，其妻為神聖銀河帝國光輝帝嫡系公主，紫紋之父，與比紀彈正對立，後被當時身為先鋒的龍我雷砍下首級。
（神聖銀河帝國右將軍→佐倉城城主→戰死）

### 神聖銀河帝国(北天)
- 三條

自帝國末期開始就堤防比紀彈正的叛變。帝國崩潰後，成為舊帝國派核心人物。
彈正南征失敗後，策畫運用假詔書，說動正宗與五丈國反彈正將領發動叛變，但被彈正反利用而一舉殲滅舊皇室派與浮動將領，失意後自縊於前皇大座前。(動畫命運：骸羅率兵逮捕)
（神聖銀河帝國左大臣→自縊）

### 練国/南蛮(南天)
- 羅侯 (旗艦:帝虎[金]) 【角色參照東漢三國時代的孫策、劉備以及秦末西楚霸王項羽事跡所創作】

在父親羅鶴戰死後繼承練的兵權，雖然是同盟但懼怕政宗的盟主地位跟與強大勢力。後與南蠻聯姻得到岳父南蠻王背後大力的支持，成為可以與政宗的智國爭雄的一方霸主，之後更是被南蠻王指定為繼承人一下子國力超越了智國成為南天唯一的強權，從正宗傘下獨立出來。之後在姜子昌的計謀下立了正宗的弟弟為智王架空政宗的政治發言權，然後軟禁智王、離間政宗蠶食智國成為南天最大的盟主，合併南蛮諸部成為南天王。成為龍我雷的最強敵人。武藝超群但性格衝動，時常感情用事而延誤軍機。
（練国太子→練国王・南蛮国王→南天王→[漫畫命運:戰死]）
- 羅鶴 （漫畫登場角色，動畫中沒有登場，只有從正宗口中輕輕提及）

羅候之父，以南天連合的一員在彈正南征之戰被狼刃斬首。
- 姜子昌 【名字來自西周時代姜子牙，角色參照東漢三國時代的周瑜所創作】

南天的大將軍，與師真有連番腦力之戰，（漫畫命運：當羅候死後，為了打敗龍我雷，將自己化做對付龍我雷的最後武器，命令自己深愛的人－飛龍斬下自己的首級後呈獻龍我雷），（動畫命運：在二重行星的決戰中，替羅候擋下由新金剛發射出的轟雷炮而死）。
〔羅侯青梅竹馬兼好友及軍師〕
- 蹄庖(旗艦:猛虎) 【角色參照東漢三國時代的呂蒙所創作】

南天的年輕武將，幫助姜子昌在戰場上馳騁。
- 夏侯獸 〔在戰爭中被奪去左眼〕【角色參照東漢三國時代夏侯惇所創作】

南天的重臣。年紀雖大卻愈戰愈勇的武將，在六紋海一戰中守護羅候而死。
- 夏侯才(動畫旗艦:帝虎[緣])(漫畫旗艦:帝虎級「王虎」)

夏侯獸之子，和其兄長反對羅侯登上南蠻王位發動謀反，之後受兄長所託投誠於羅侯，是為南天先鋒軍的勇將，戰死於六紋海。
- 夏侯牙(動畫旗艦:帝虎[紅])

夏侯獸之子、夏侯才之兄，(漫畫命運:反對羅候登上南蠻王位而企圖謀反，失利後背負所有責任而自刎)。
- 琥瑛罵洲

邑峻之父，前南蠻王，在病入膏肓之時，欲將南蠻王位交與羅侯，卻造成夏侯兄弟不滿，因此引發夏侯兄弟謀反。
- 邑峻公主

前南蠻王之女兒、羅侯之妻子，個性驕縱卻跟紫紋等人相當要好。育有5幼子。戰敗拒絕投降偷生, 死在夫君懷中。
- 龍緒

三代的南天宰相，與大覺屋英真會談後轉為與五丈合談的鴿派，因而不被羅候重用，後辭官。
（練國長老→南天丞相→平民→南天宰相→平民）
- 神樂【角色參照祝融夫人所創作】（漫畫登場角色，動畫中沒有登場）

率領白象隊的南天女將，後來成為項武之妻。
- 金角/銀角兄弟【名字來自西遊記所創作，角色參照小早川秀秋】

在龍我雷與羅侯一次重要的決戰前，接受龍我雷派遣的使者的帥印，雖然一開始在戰鬥中按兵不動，但在金剛主炮威嚇射擊下對羅侯展開攻擊，使得羅侯最後兵敗，逃往南蠻，金角在之後的南蠻進攻戰中戰死。（參考關原之戰）

### 智国/南天諸國(南天)
- 独眼竜正宗(女性) (旗艦:大帝山 → 大帝山弍號)【參照日本戰國時代的伊達政宗所創作】

原名紅玉，智國掌握實權的君主。雖然身為女兒身但是非常有軍事的天份以及堅韌的毅力，被譽為最具有帝王相的人物，把親弟弟虎丸交給羅侯教養博取羅侯的信任與同盟，但被姜子昌反將一軍被架空權力，只能無助的看著智國被練國蠶食。雖然集結相當的軍力跟艦隊準備發起復國戰爭，但因為設備過於老舊急需將艦隊開進港整備，但智國的軍港都受到練國嚴密監控。在五丈跟南天雙方都進入備戰狀態時認為五丈必不會將他們視為威脅，於是鋌而走險入侵五丈邊境不重要的開彭港準備佔領成為復國基地，結果被龍我雷認為這是打敗正宗唯一的機會，艦隊被包圍殲滅在開彭海之戰，戰後因久病體虛死在龍我雷懷中。死前託孤飛龍：「如果智王有成為天下霸主的才幹就輔佐他，如果沒有就歸降五丈」。在外傳於睡夢中與龍我雷交媾，育有一子，以龍我雷之名取一字命名為雷光。
（智国国主攝政→智国大将軍→戰死﹞
- 飛龍 (女性) (旗艦:富嶽)【參照日本戰國時代的服部半藏，事跡則參照中國戰國時代的荊軻，以獻上樊於期首級進行暗殺的歷史所創作】

正宗的左右手，相當有智慧。漫畫命運：與練國軍師姜子昌是情人，姜子昌死前，曾囑咐飛龍以其首級獻予龍我雷，借機暗殺，結果失敗。動畫命運：於獨眼龍正宗後自殺
- 虎丸

独眼竜正宗之弟，在姜子昌的陰謀裡被確立為智國國主使練國可以脅天子以令諸侯。在姊姊正宗死後認為文武群臣都覺得他的才幹不如他姊姊，因而意志消沉整日沉迷在酒色之中。之後五丈國主動提議結盟並收復被練國占領的原智國失地，但是智國的民眾卻認為五丈才是他們真正的解放者因而敬拜龍我雷，而且智國的官僚甚至是由五丈國指派，直到自己的愛妃因謀反罪被連坐處死時才發現自己只是一個徒有其名的國王，死後智國被納入五丈版圖。（漫畫命運:被賜死），（動畫命運：結局仍然生存，在結局旁白中提及到是由他的後代統一全銀河）
- 齊遠 (旗艦:富嶽)

- 儒李 【參照東漢三國時代的李儒所創作】

智國先代的重臣，也是能了解正宗的人。原本在羅侯處監視羅侯，但在羅侯脅持虎丸繼智王位並架空正宗權力的時候被斬殺。
- 攸閃 (動畫原創角色，漫畫中沒有登場)

- 雷光 (或譯:札木合[註 1]) (漫畫外傳中登場)

獨眼龍正宗與龍我雷之子，乳名雷丸。相貌與個性與父親相似。不知道父親身份的少年雷光，以為母親正宗復仇之名，召集智國舊臣與海賊團連合，向五丈挑戰，但被奉命迎擊的項武打至潰不成軍而被擒。當時已立太子(龍貴)的龍我雷為免宮廷紛爭，不對雷光表示父親身份, 只教導他遠大的眼光然後放他離開。十五年後在夷之地建立了強大的王朝。

#### 明国(南天)
- 雷神【角色參考東漢三國時代袁紹所創作】 （漫畫登場角色，動畫中沒有登場）

明國國主，南天名門，參與過五丈國南征之戰，之後為與正宗爭奪南天盟主，突襲智國但卻被正宗率領軍隊擊敗身死
- 座苞 （漫畫登場角色，動畫中沒有登場）

明國將領，參與過五丈國南征之戰，之後參與明國與智國爆發南天盟主之戰，但雷神突襲智國失利，將過錯推卸給其，並斬其一臂，而後為不看到明國滅亡而自縊。

#### 孟国(南天)
- 剛志 （漫畫登場角色，動畫中沒有登場）

孟國國主，南天連合的一員，參與過五丈國南征之戰，其後在智國擊敗明國，奠定南天盟主之位時，將其子交與智國當人質並臣服其軍門。。

#### 趙国(南天)
- 曹州 （漫畫登場角色，動畫中沒有登場）

趙国國主，在五丈國南征之戰時，被反攻的骸羅所殺。

### 西羌(銀河西域) （漫畫登場勢力，動畫中沒有登場）
- 秦罵(角色事跡參考東漢三國時代馬騰所創作) （漫畫登場角色，動畫中沒有登場）

西羌王 （漫畫登場角色，動畫中沒有登場），在玄偉的教唆之下干涉五丈國的內亂，舉兵後戰敗。
- 秦起 （漫畫登場角色，動畫中沒有登場）(角色事跡參考東漢三國時代韓遂所創作)

秦罵之弟 （漫畫登場角色，動畫中沒有登場），跟五丈串通出賣外甥秦宮括，但又被五丈出賣遭到逮捕。
- 秦宮括 （漫畫登場角色，動畫中沒有登場）(角色形象參考東漢三國時代馬超、事跡則參照明智光秀所創作。)

西羌王秦罵之子，父親死後繼承王位。最初與龍我雷同盟，但在太后倒戈南天勢力後經過一番掙扎，為了一己的野心，也或許是不想臣服在雷的威震下，最後依然變節突襲五丈首都齊王都，令大將軍孟閣戰死、紫紋公主死亡。最終被龍我雷急行軍回歸(參照歷史豐臣秀吉的「中國大返還」)打敗、與龍我雷單挑中被砍下首級，死後西羌勢力被五丈國掃蕩徹底征服。
- 秦莊架 （漫畫登場角色，動畫中沒有登場）

秦宮括之弟，奉母太后之命鼓吹猶豫的兄長謀反，被急行軍反擊龍我雷斬首而死。
- 秦橫車 （漫畫登場角色，動畫中沒有登場）

秦宮括之么弟，與兄長一起謀反後被雷討伐，被急行軍反擊龍我雷斬首而死。
- 皇太后 （漫畫登場角色，動畫中沒有登場）

西羌皇太后，不與五丈合作而轉向南天，但是發動突襲的時機卻是南天大敗於五丈軍的時候，因此實際上根本不知道背後沒有援手，入侵的軍隊被急行軍回擊的龍我雷徹底擊破，之後龍我雷掃蕩西羌將其斬首，西羌正式被納入五丈版圖。

## 其他/平民
- 大覺屋曹真

大覺屋師真、大覺屋英真的父親，南京樓的富商。

## 動畫
日本東京電視台把本作轉成動畫，並在1994年4月8日至1995年3月31日播放；而香港亞洲電視則在1995年播放。

### 主題曲
- 片頭曲：『雷伝説』（歌：谷本憲彦（現・速水けんたろう）、作詞：森由里子、作曲・編曲：和田薫）
- 片尾曲：『夢化粧』（歌：佐々木真理、作詞：森由里子、作曲・編曲：和田薫）

### CAST
- 龍我雷:檜山修之
- 紫紋:三石琴乃
- 大覺屋師真:矢尾一樹
- 麗羅:熊谷ニーナ
- 太助:山口勝平
- 雲海入道:島香裕
- 林則嘉:沼田祐介
- 大覺屋英心:岩永哲哉
- 羅侯:置鮎龍太郎
- 姜子昌:梁田清之
- 邑峻:小山裕香
- 獨眼龍正宗:高島雅羅
- 飛龍:緒方惠美
- 虎丸:阪口大助

## 電子遊戲
1996年遊戲製作公司ANGEL在超級任天堂上被推出同名的戰略型電子遊戲【銀河戦国群雄伝ライ】。遊戲以比紀彈正駕崩後，五丈四天王中的鳳鳴、玄偉被殺，骸羅建立大五丈國；龍我雷由南京樓太守成為鎮南將軍；羅侯背叛正宗而與南蠻聯盟開始。

銀河戰國群雄傳遊戲開始畫面

### 遊戲特點
遊戲中分別有四位主角，互相搶奪對方所佔的星球及將對方所有武將打敗或招降，從而完成遊戲。遊戲中總共有50位人物，主帥不能被招降，因此自軍最多可以有47位武將。遊戲分為戰略和戰術兩部份，戰略部份採即時制，其他勢力會同時活動。但是展開戰術畫面或生產畫面時，則會暫時停止戰略部份的時間。電腦控制的勢力會自行爭奪領土，而且武將還會因此戰死。

#### 遊戲主角及勢力
- 龍我雷(南京樓軍)-● 紅色  首都星-南京樓 (星球總數:1)
- 羅侯(練軍)-● 啡色  首都星-益洲都 (星球總數:2)
- 獨眼龍正宗(南天聯合軍)-● 綠色  首都星-南帝閣 (星球總數:5)
- 骸羅(大五丈軍)-● 藍色  首都星-齊王都 (星球總數:15)

選擇人物畫面

### 各勢力的登場武將

#### 南京樓軍
- 龍我雷
- 孟閣
- 鍾士元
- 姚文
- 項焉
- 項武
- 大覺屋師真
- 三樂齊
- 林則嘉
- 紫紋姬
- 麗羅姬
- 雲海(龍我雷進行白兵戰及當師真與紫紋死後在爆機畫面出現)
- 太助(龍我雷進行白兵戰及當師真與紫紋死後在爆機畫面出現)
- 大覺屋英真(成功研製比叡時對話畫面出現)
- 裝民(成功研製新金剛時對話書面出現)

#### 練軍
- 羅侯
- 姜子昌
- 蹄苞
- 兌興
- 夏侯獸
- 夏侯牙
- 夏侯才
- 邑峻姬
- 豪蠻
- 龍緒(成功研製帝虎時對話畫面出現)

#### 南天聯合軍
- 獨眼龍正宗
- 飛龍
- 齊遠
- 峰索
- 狼平
- 儒李
- 虎丸
- 雷神
- 座苞
- 剛志
- 座樂
- 修理
- 曹洲
- 王華
- 武尊

#### 大五丈軍
- 骸羅
- 骸山
- 骸延
- 狼刃
- 蒲生
- 白鬼
- 王政
- 亮嚴格
- 武庸
- 魏相如
- 法權
- 僧關
- 馬元宇
- 興起
- 武倒國

## 戰艦及武器【遊戲資料】

### 南京樓軍
- 金剛號 【總旗艦】(名稱取自第二次世界大戰日本海軍的金剛號戰艦)
- 新金剛號 (特別武器-轟雷炮)【總旗艦】
- 戰艦【旗艦系】
- 比睿［比叡］【旗艦系】(名稱取自第二次世界大戰日本海軍的比叡號戰艦)
- 戰艦
- 巡洋艦
- 驅逐艦 (特別武器-魚雷)
- 大型海盜戰艦［大型海賊戰艦］【旗艦系】
- 海盜戰艦［海賊戰艦］

### 練軍
- 帝虎 (特別武器 - 艦首炮)【動畫以及遊戲中只建造了三部，漫畫中則建造了十二部】

⒈帝虎［金］【總旗艦】
⒉帝虎［紅］【夏侯牙　旗艦】
⒊帝虎［綠］【夏侯才　旗艦】
- 大型戰艦【旗艦系】
- 猛虎【旗艦系】
- 狼焰【豪蠻　旗艦】
- 戰艦
- 巡洋艦
- 大型南蠻戰艦【旗艦系】
- 南蠻戰艦

### 智軍 & 南天聯合
- 大帝山【總旗艦】
- 大帝山弍【總旗艦】
- 戰艦【旗艦系】
- 富嶽【旗艦系】(名稱取自日本在第二次世界大戰所設計的富嶽轟炸機)
- 戰艦
- 巡洋艦
- 驅逐艦 (特別武器-魚雷)

### 五丈/大五丈
- 威海洋【總旗艦】
- 鎮遠【總旗艦】(名稱取自中國清朝北洋水師的鎮遠號)
- 定遠【旗艦系】(名稱取自中國清朝北洋水師的定遠號)

⒈定遠［紫］【狼刃　旗艦】
⒉定遠［紅］【骸延　武庸　魏相如　旗艦】
⒊定遠［藍］【骸山　白鬼　王政　亮嚴格　旗艦】
- 戰艦【旗艦系】
- 戰艦
- 巡洋艦
- 驅逐艦 (特別武器-魚雷)

## 外部連結
- （日語）http://asciimw.jp/search/mode/search/freeword/%E9%8A%80%E6%B2%B3%E6%88%A6%E5%9B%BD%E7%BE%A4%E9%9B%84%E4%BC%9D%E3%83%A9%E3%82%A4/flg/0/page/1 （页面存档备份，存于）

## 注脚
1. ↑  日文原名ジャムカ就是札木合，成吉思汗的安答（義兄弟）及草原上的最強競敵。